# Véhicule tout usage

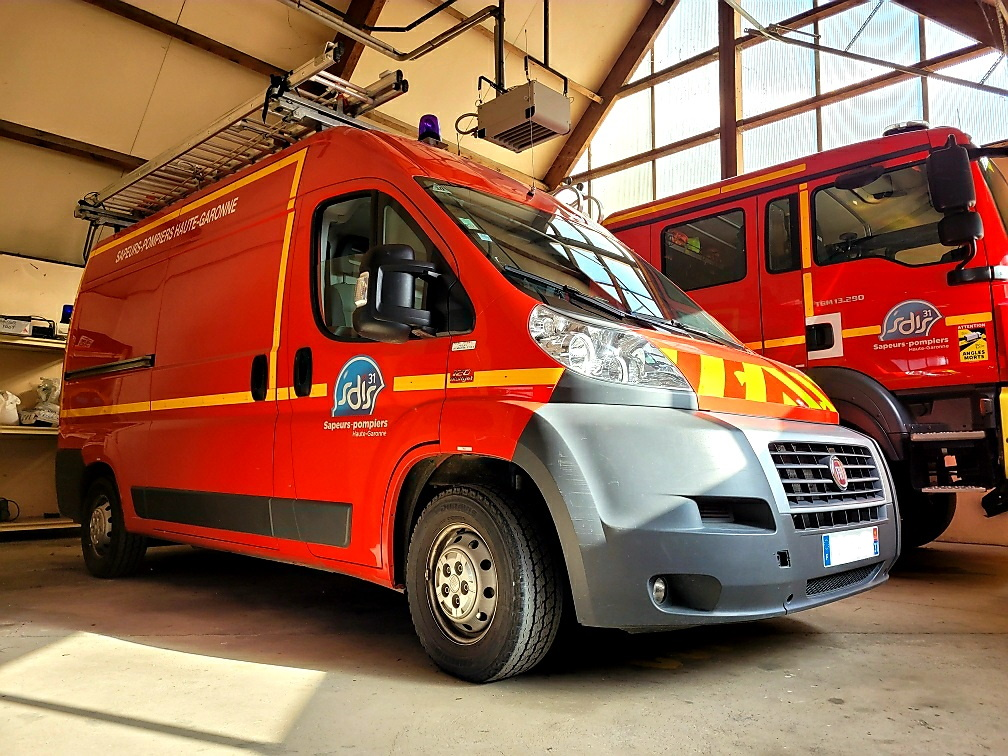
Photo de VID

Le véhicule tout usage (VTU), également appelé véhicule toutes utilités ou VID (Véhicule d'Intervention Diverse) est un véhicule utilisé pour des missions diverses, balisage, inondations, destruction des nids d'hyménoptères, interventions animalières, chute d'arbre sur la voie publique, éclairage et le prompt secours dans certains cas. Il peut aussi accueillir des lots qui lui permettent des interventions encore plus variés.

## Description
Il est composé de 2 à 3 Sapeurs-Pompiers. Le VTU ou VID peut partir en interventions seulement s'il est bippé comme tous les véhicules. 
Le véhicule dispose de matériels fixes comme les triangles de signalisations, les cônes de Lubeck, une échelle sur le toit ( échelle à coulisse) et des outils (pelle, pioche) et de matériels propres à chaque intervention, comme le lot d'aspiration (utilisé pour les inondations), le lot secours routiers, le lot d'éclairage, ou encore le lot de sauvetage et de protection contre les chutes (LSPCC)...